# Yassin Hossam
Yassin Hossam Eldin (en arabe : ياسين حسام الدين), né en 2003, est un nageur égyptien.

## Carrière
Yassin Hossam remporte aux Championnats d'Afrique de natation 2021 à Accra la médaille d'or sur 4 x 100 mètres nage libre et la médaille de bronze sur 50 mètres nage libre. Il dispute également les courses juniors dans cette compétition, remportant l'or sur 4 x 100 mètres nage libre, l'argent sur 50 mètres nage libre, sur 4 x 100 mètres quatre nages et sur 4 × 100 mètres quatre nages mixte et le bronze sur 100 mètres dos.